# Eiko Ishioka
Eiko Ishioka (em japonês: 石岡 瑛子; romaniz.: Ishioka Eiko; nascida em  Tóquio, Japão, em 12 de julho de 1938 – 21 de janeiro de 2012) foi uma figurinista, diretora de arte e designer gráfica japonesa. Ganhou o Oscar de melhor figurino na edição de 1993 por Drácula de Bram Stoker, e foi póstumamente indicada na mesma categoria pelo filme de 2012 de Tarsem Singh, Mirror Mirror.
Conhecida por seu estilo único, onde ela unia a estética ocidental e oriental, Eiko morou em Manhattan por vários anos. Abusava de temas góticos, com tons de erotismo e sensualidade. Seu estilo provocativo foi um dos fatores que atraiu a atenção de Coppola para sua produção de Drácula.

## Biografia
Eiko nasceu em Tóquio, em 1938, filha de um designer gráfico e uma dona de casa. Apesar de ser encorajada para as artes pelo pai, ele a desencorajou a seguir no ramo. Formou-se na Universidade de Artes de Tóquio. Eiko ignorou os conselhos do pai e começou sua carreira através da publicidade.

## Carreira

### Publicidade

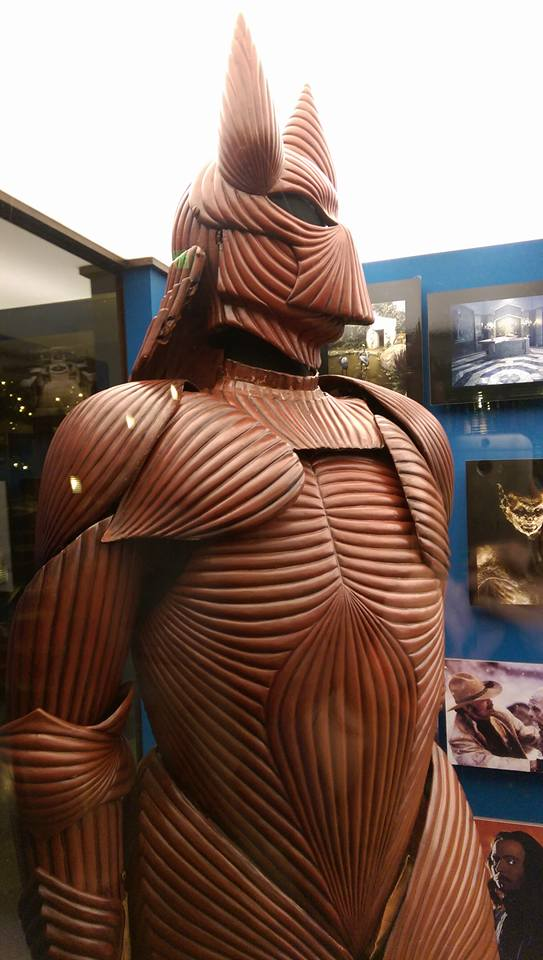
Armadura de Drácula, criada por Eiko, exposta no jardim da casa de Coppola, na Califórnia

Eiko começou a carreira na divisão de publicidade da companhia de cosméticos Shiseido, em 1961 e ganhou um dos prêmios de publicidade mais prestigiados do Japão 4 anos depois. Foi descoberta por Tsuji Masuda, criador da loja Parco, uma das principais redes de lojas de departamento do Japão, no distrito de Ikebukuro. A loja faturou na localidade e começou sua expansão em 1973, tendo sido Eiko a responsável pelo comercial de 15 segundos da marca, o que a tornou responsável pela imagem da rede. Em 1971, ela se tornaria diretora de arte chefe da empresa e em seu trabalho para a empresa ela ficou conhecida pelos comerciais sensuais e pela contratação de Faye Dunaway como garota-propaganda. Em 1983, ela saiu da Parco e abriu sua própria empresa.
Em 2003, ela foi a responsável pelo design do logo dos Houston Rockets.

### Cinema
Em 1985, Eiko foi escalada por Paul Schrader para trabalhar como figurinista no filme Mishima: A Life in Four Chapters. Seu trabalho lhe rendeu um prêmio especial por contribuição artística no Festival de Cannes do mesmo ano. Eiko trabalhou com Francis Ford Coppola no pôster japonês de Apocalypse Now, o que a levou a trabalhar no figurino de Drácula de Bram Stoker, o que lhe rendeu um prêmio da Academia. Ela trabalhou com Tarsem Singh em vários outros filmes, como em A Cela, de 2000, The Fall, de 2006, Imortais, de 2011 e em Mirror Mirror.
Trabalhou também com figurinos de teatro e de circo. Em 1999, ela foi responsável pelos figurinos de Der Ring des Nibelungen, de Richard Wagner, para o teatro alemão. Foi responsável também pelos figurinos do espetáculo do Cirque du Soleil, Varekai, de 2002. Dirigiu o videoclipe Cocoon, da Björk, em 2002 e criou os figurinos da turnê "Hurricane", de Grace Jones, em 2009.
Pela capa do álbum Tutu, de Miles Davis, de 1986, Eiko ganhou um Grammy, onde há uma foto em preto e branco do músico, capturada pelo fotógrafo Irving Penn.

### Jogos Olímpicos
Em 2008, ela foi a responsável pelo figurino da cerimônia de abertura dos Jogos Olímpicos de Pequim, onde se inspirou em obras de arte gregas e africanas e na iconografia asiática. Eiko criou dez mil figurinos para a cerimônia, que deram movimento, textura e atmosfera para os atos da apresentação.

### Livros
Em 1990, foi lançado Eiko by Eiko, uma coleção de seus trabalhos com arte e design gráfico. Um segundo livro, Eiko on Stage, foi publicado em 2000, com trabalhos novos.

## Morte
Eiko morreu em Tóquio, em 21 de Janeiro de 2012, devido a um câncer de pâncreas, aos 73 anos.

## Filmografia
- Mishima: A Life in Four Chapters (1985)
- Closet Land (1991)
- Drácula de Bram Stoker (1992)
- A Cela (2000)
- The Fall (2006)
- Theresa: The Body of Christ (2007)
- Imortais (2011)
- Mirror Mirror (2012)